# Ixodes rugicollis
Ixodes rugicollis är en fästingart som beskrevs av Schulze och Schlottke 1930. Ixodes rugicollis ingår i släktet Ixodes och familjen hårda fästingar. Inga underarter finns listade i Catalogue of Life.